# Ángel Luis González Muñoz
Ángel Luis González Muñoz, né le 9 mars 1979, est un homme politique espagnol membre du Parti populaire (PP).
Il est élu député de la circonscription de Malaga lors des élections générales de mars 2008.

## Biographie

### Vie privée
Né dans une famille modeste, son père était employé de la caisse de crédits d'Antequera puis d'Unicaja. Il a un frère. Il joue au basketball et au handball à un niveau régional. Il est marié.

### Études
Il réalise ses études à l'université de Grenade où il obtient une licence en sciences politiques et sociologiques. Il s'inscrit à Madrid en fin de licence car le doyen de la faculté était « lié au PSOE ». Lors de ses études, il joue avec l'équipe universitaire de futsal.

### Cadre des Jeunesses populaires
Il adhère au Parti populaire vers 1994 alors que son rival, le PSOE, est miné par les cas de corruption. En 2006, il est nommé secrétaire général des Nouvelles Générations — organisation des jeunesses du Parti populaire — par leur président Nacho Uriarte.
Lors des élections municipales de mai 2007, il est élu conseiller municipal de sa ville natale. Réélu en mai 2011 au cours d'un scrutin marqué par la victoire des conservateurs qui remportent la majorité absolue, il est nommé porte-parole du gouvernement local et adjoint au maire chargé de la Sécurité et du Trafic par Manuel Jesús Barón Ríos.

### Député national
Il postule à la cinquième position sur la liste présentée par le parti dans la circonscription de Malaga à l'occasion des élections générales de mars 2008. Élu au Congrès des députés avec quatre autres de ses collègues, il est membre des commissions de l'Égalité, de la Défense et de l'Éducation et des Sports. Il est, en outre, deuxième secrétaire de la commission du Logement. Il conserve son mandat au terme du scrutin législatif de novembre 2011, devient porte-parole adjoint à la commission de l'Éducation et des Sports et intègre la commission de la Défense. En octobre 2015, il devient membre suppléant de la députation permanente.
Lors des élections législatives de décembre 2015, il est remonté d'une place sur la liste et retient de peu son fauteuil parlementaire. Promu porte-parole titulaire de la commission de l'Éducation et des Sports, il devient membre de la commission du Suivi et de l'Évaluation des accords du pacte de Tolède. Il est réélu lors du scrutin anticipé de juin 2016. Il maintient ses attributions parlementaires mais troquer la commission du pacte de Tolède pour celle de la Coopération internationale pour le développement.